# Penthema binghami
Penthema binghami är en fjärilsart som beskrevs av Wood-mason 1881. Penthema binghami ingår i släktet Penthema och familjen praktfjärilar. Inga underarter finns listade i Catalogue of Life.